# Хосе Луїс Менойо
Хосе Луїс Менойо (ісп. José Luis Menoyo Pinedo) — баскський підприємець, президент клубу «Депортіво Алавес» із міста Віторія-Гастейс. В 1988—1989 роках 30-й, за ліком, президент головного футбольного клубу Алави.

## Життєпис
Хосе Луїс Менойо був із числа дрібної баскської знаті, а лихоліття громадянської війни надовго відірвали його від дому. Набувши знань, досвіду у війську, він повернувся на батьківщину і зайнявся своєю справою — відкривши невеличке кафе. Згодом, цей заклад, який знаходився неподалік стадіону, на якому грало «Депортиво Алавес», став знаковим для всіх гравців та вболівальників, які полюбляли в ньому проводити своє дозвілля.
Відтак, невдовзі, Менойо став сосіос клубу і, з роками, його вплив зростав. Йому випало прийти до клубу в найкритичніші роки: коли банкротство підточувало останні фінансові потоки клубу, і пониження до 4-ї, уже регіональної ліги, заледве не перетворилося на падіння до аматорів - 5-ї ліги. Хосе Луїс Менойо продовжував родинні фінансові справи і був активним партнером спортивного клубу, він ризикнув, і за сприяння Хосе Луїса Компаньйона (свого друга та незмінного менеджера-адміністратора клубу, майже 40 років) розпочав свої міні-реформи в 1988 році, ставши президентом клубу «Депортиво Алавес». Прийшовши до команди в часі тривалого її перебування в Терсері, йому необхідно було об'єднати тренерський штаб та футболістів задля підвищення в класі. Для цього було запрошено молодого й амбітного тренера-баска Хуана Марію Беґонью (Juan María Begoña Astobieta ), який змінив характер гравців і ті майже покорили регіональну лігу, посівши 2 місце. Відтак, каденція Хосе Луїс Менойо дійшла до кінця і він поступився місцем своїм партнерам-наставникам: Луїсу Компаньйону та тоді ще "нещасливцю" (бо його приходи пов'язували із падіннями клубу) Хуану Арреґуї Ґараю, для якого це стало четвертим повернення до «Алавесу».
Але, поступившись посадою президента алавесців, Хосе Луїс Менойо продовжував свої фінансові справи, окрім того сприяв спорту в столиці Алави, будучи активним сосіос клубу. Слід помітити, що ще до управління головною командою Алавесу, Хосе Луїс Менойо тривалий час, й успішно, суміщав свій бізнес з посадою очільника ще одного спортивного клубу міста — «Клуб Депортиво Віторія» (Club Deportivo Vitoria).